# الباتروس- إل 59
الباتروس- إل 59 (بالإنجليزية: Albatros L 59)‏ هي طائرة رياضية أحادية السطح ذات مقعد واحد. أنتجت في ألمانيا. من صناعة الباتروس للطائرات. كان أول طيران لها في 1923. صنع منها 4 طائرات.